# 피브레이트
피브레이트(영어: fibrate)는 약리학에서 양친매성 카복실산 및 에스터의 부류이다. 이들은 피브르산(페녹시아이소뷰티르산)의 유도체이다. 피브레이트는 다양한 대사 이상, 주로 고콜레스테롤혈증에 사용되므로 지질강하제이다.

## 같이 보기
- 스타틴
- 고중성지방혈증